# Olivella biplicata
Olivella biplicata är en snäckart som först beskrevs av G. B. Sowerby I 1825.  Olivella biplicata ingår i släktet Olivella och familjen Olividae. Inga underarter finns listade i Catalogue of Life.

## Bildgalleri

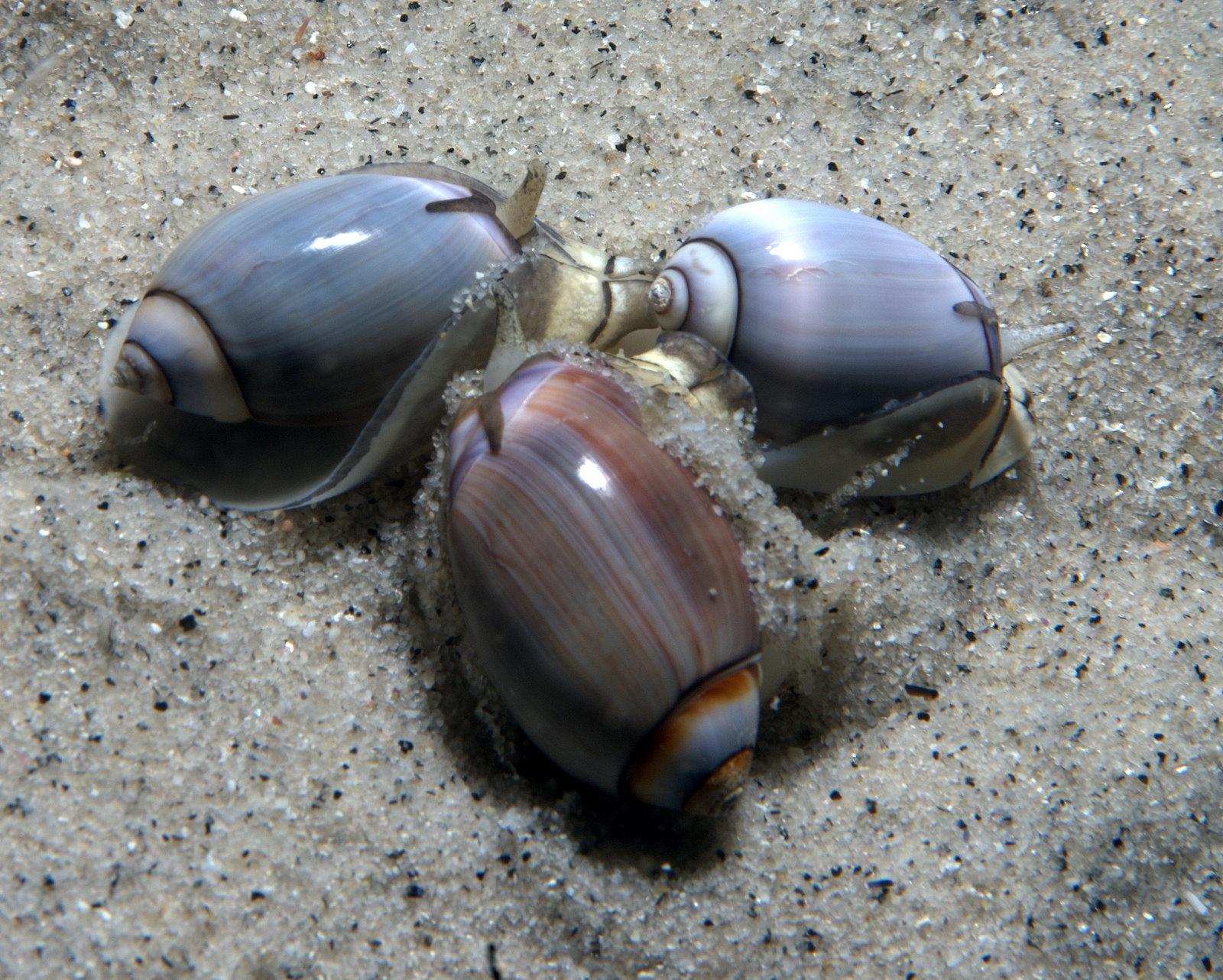
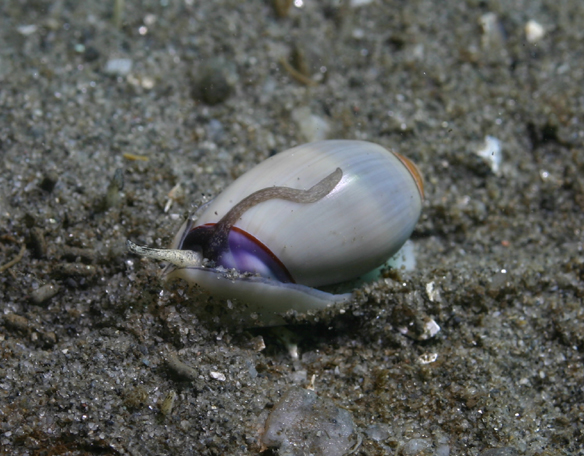
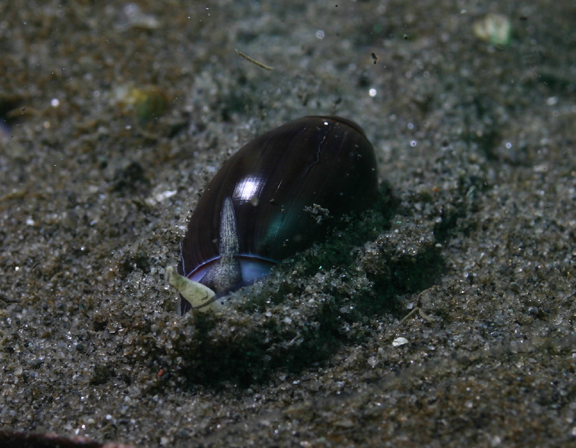
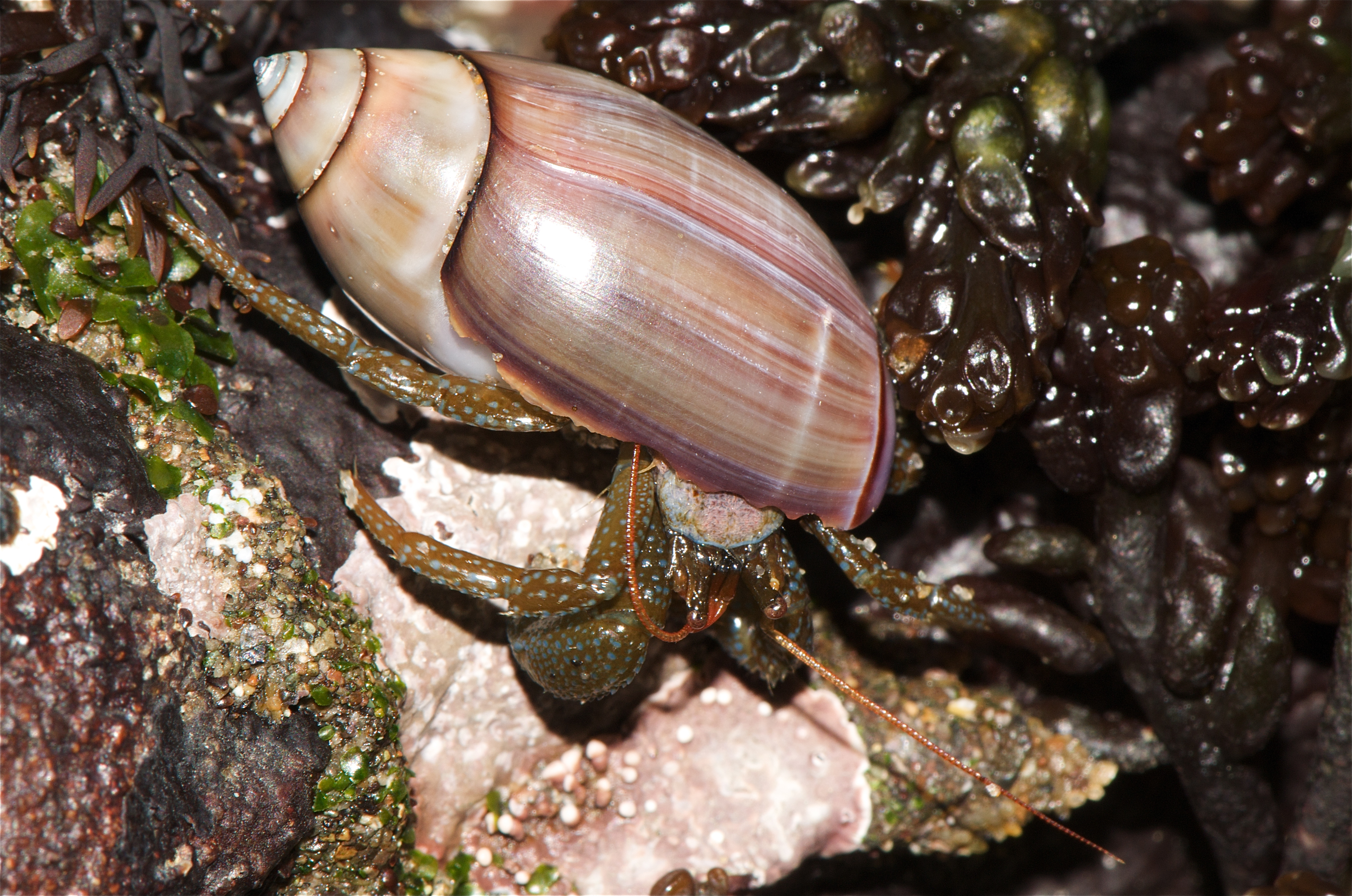
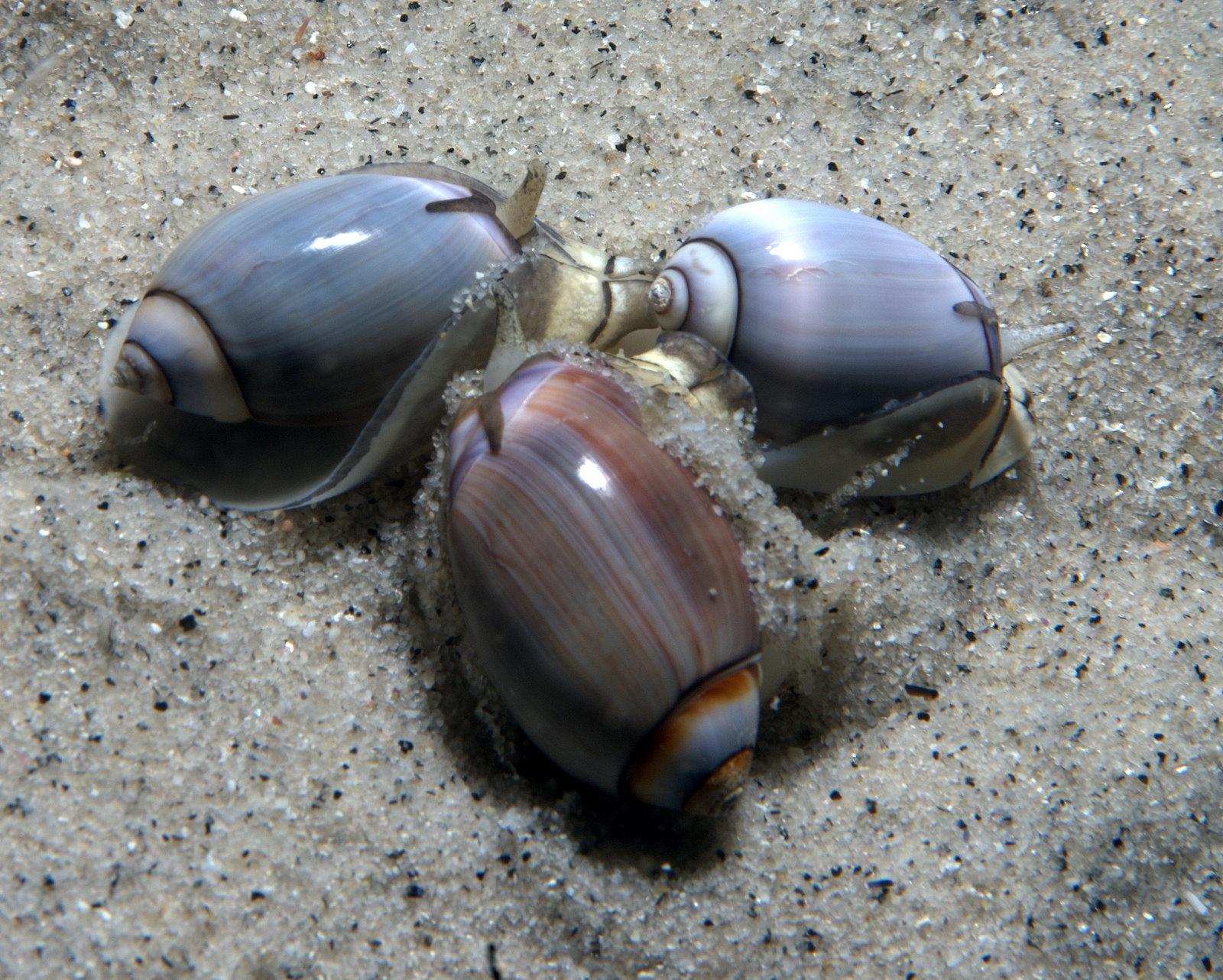